# Mudstone

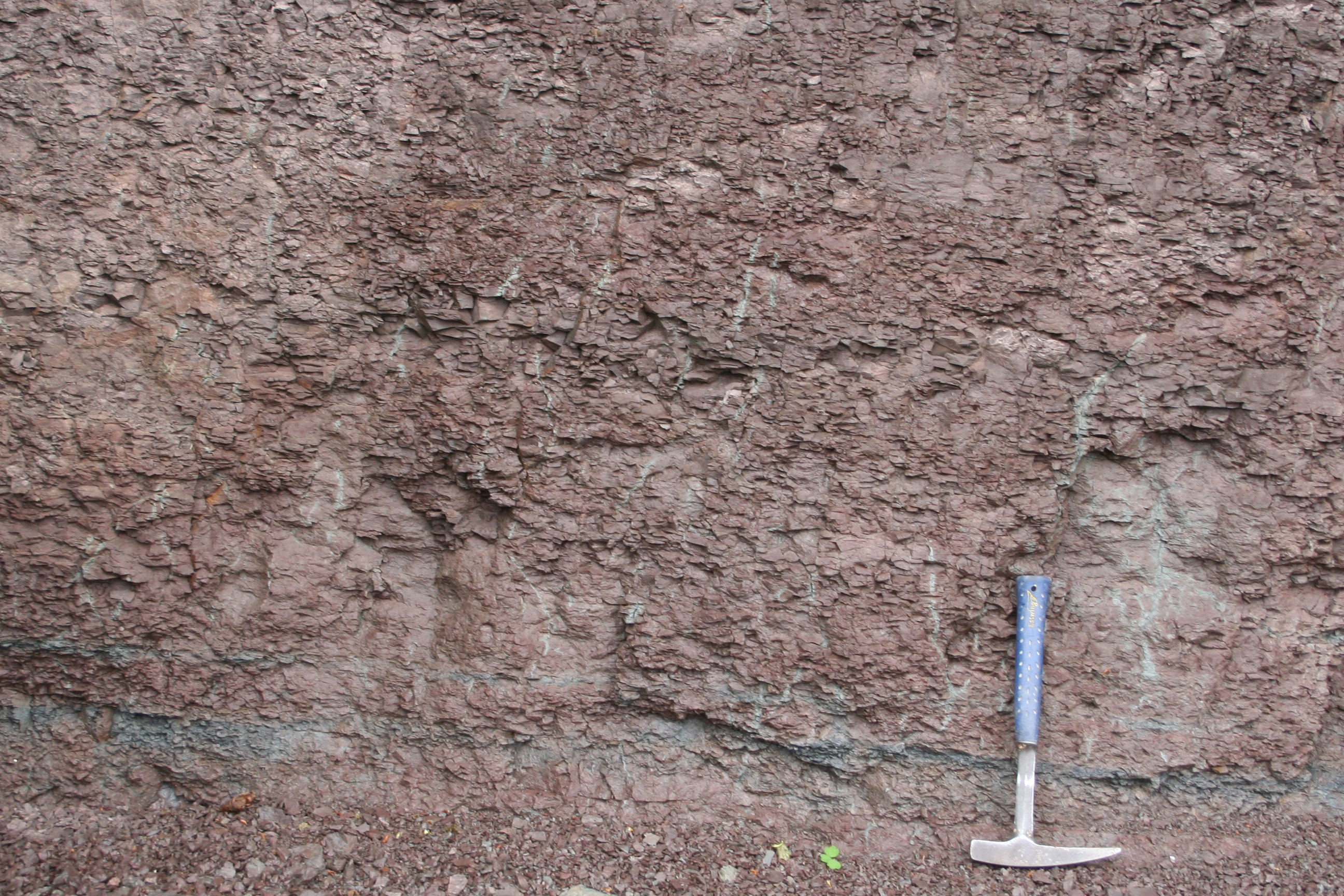
Typisches Beispiel für Ton-Silt-Gestein im Aufschluss. Rötliche Färbung zeigt oft einen terrestrischen Ablagerungsraum an. Ragged-Reef-Formation, Oberkarbon von Nova Scotia, Kanada

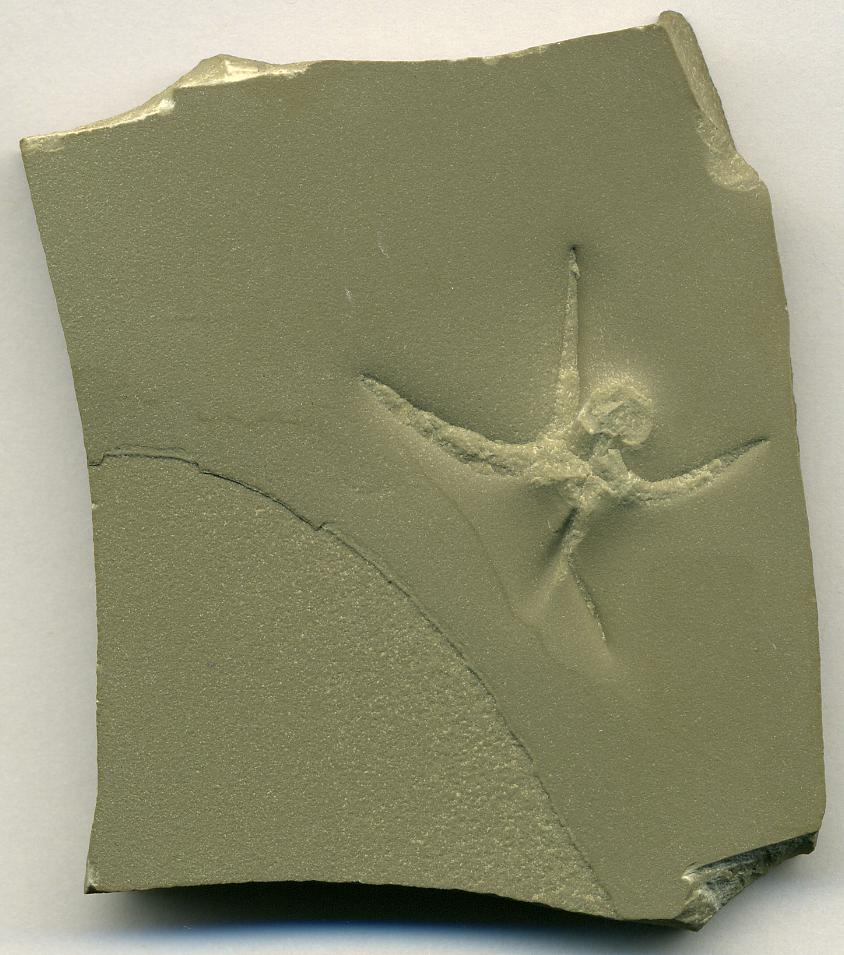
Handstück eines karbonatischen Mudstones (Blick auf Schichtoberseite) mit fossilem Vogel-Trittsiegel, Green-River-Formation, Mittel-Eozän von Utah

Mudstone [ˈmʌdˌstoʊn] (aus dem Englischen wörtlich Schlammstein) ist ein feinkörniges bis sehr feinkörniges, dichtes Sedimentgestein. Der Name geht darauf zurück, dass dieses Gestein aus einem entsprechend feinkörnigen – schlammigen – Lockersediment hervorgegangen ist.

## Siliziklastika
Die Bezeichnung Mudstone wird in aller Regel im Zusammenhang mit siliziklastischen Gesteinen verwendet, jedoch vorwiegend in englischsprachiger Literatur (dort auch mudrocks genannt). Es handelt sich dabei um einen nicht exakt definierten Begriff, der massige, oft eher mürbe Gesteine umfasst, die sowohl aus Ton- als auch aus Siltpartikeln zusammengesetzt sind. Ausgangsmaterial war folglich ein tonig-siltiger Schlamm. Im deutschen Sprachraum werden solche Sedimentgesteine auch Pelite genannt. Vereinzelt findet sich für tonig-siltige und teils auch feinsandige Siliziklastika, mit Berufung auf eine ältere, weitgehend ungebräuchliche Klassifikation, die Bezeichnung Schlammstein. Siliziklastische Mudstones kennzeichnen verschiedenste Ablagerungsräume, etwa Schwemmebenen (als typische „Overbank Deposits“) oder offene siliziklastische Schelfe. Nach Schätzungen bilden Ton-Silt-Gesteine drei Viertel des gesamten Volumens aller klastischen Gesteine, wodurch weltweit mehr Quarz (in Form von Silt) in solchen Gesteinen enthalten ist als in Sandsteinen. Siltige Tonsteine mit relativ hohem Verfestigungsgrad, die überdies eine gewisse plattige Spaltbarkeit aufweisen, werden im Englischen allerdings in der Regel nicht als mudstones/-rocks, sondern als shales bezeichnet.

## Karbonatgesteine
In der Karbonatklassifikation nach Dunham bezeichnet Mudstone – auch im Deutschen – ein Gestein, das aus einem weitgehend reinen Kalkschlamm hervorgegangen ist, und einen Volumenanteil an groberen Komponenten von weniger als 10 % aufweist. Sein Pendant in der Karbonatklassifikation nach Folk ist Mikrit. Karbonatische Mudstones sind typisch für tropisch- und subtropisch-marine Ablagerungsräume mit geringer Wasserbewegung, etwa relativ tiefe und küstenferne offene Schelfareale, die Lagunen von Karbonatplattformen und Karbonatwatten.